# Odbor za infrastrukturo in okolje Državnega zbora Republike Slovenije
Odbor za infrastrukturo in okolje je bivši odbor Državnega zbora Republike Slovenije.

## Sestava
1. državni zbor Republike Slovenije
- izvoljen: 23. februar 1993
- predsednik: Žarko Pregelj
- podpredsednik: Bojan Korošec
- člani: Franc Avberšek, Igor Bavčar, Franc Černelič, Geza Džuban, Brane Eržen (do 21. decembra 1994), Miroslav Geržina, Jože Jagodnik, Branko Janc, Miran Jerič, Rafael Kužnik, Jože Lenič, Franc Lipoglavšek, Mihaela Logar, Jurij Malovrh, Anton Peršak, Maria Pozsonec, Maks Sušek, Drago Šiftar, Vladimir Topler, Ivan Verzolak

2. državni zbor Republike Slovenije
- izvoljen: 16. januar 1997
- predsednik: Jakob Presečnik
- podpredsednik: Miran Jerič, Bogomir Zamernik
- člani: Jože Avšič, Samo Bevk, Ivan Božič, Stanislav Brenčič, Franc Čebulj (od 17. decembra 1997), Geza Džuban, Andrej Fabjan, Peter Hrastelj, Ivo Hvalica, Aurelio Juri, Ivan Kebrič, Jožef Košir, Rafael Kužnik, Jurij Malovrh, Maria Pozsonec, Franc Pukšič (do 17. decembra 1997), Pavel Rupar, Davorin Terčon, Vili Trofenik, Janko Veber, Jožef Zimšek

3. državni zbor Republike Slovenije
- izvoljen: 21. november 2000
- predsednik: Andrej Gerenčer
- podpredsednik: Janko Veber
- člani: Jože Avšič, Branko Janc, Miran Jerič, Milan Kopušar, Leopold Kremžar, Dorijan Maršič, Jožef Špindler, Matjaž Švagan, Dušan Vučko, Cveta Zalokar Oražem, Branko Kelemina, Jože Tanko, Bogomir Zamernik, Leopold Grošelj, Aurelio Juri, Stanislav Brenčič, Andrej Fabjan, Jurij Malovrh, Ivan Mamić, Alojz Sok, Anton Delak, Sonja Areh Lavrič, Bogomir Vnučec, Maria Pozsonec